# 龙溪里站
龍溪里站（：／ Ryonggye-ri yŏk */?）是朝鮮民主主義人民共和國平安北道枇岘郡的一個鐵路車站，属于白马线。

## 邻近车站
白马线
枇峴站 - 龍溪里站 - 白马站